# 풍력

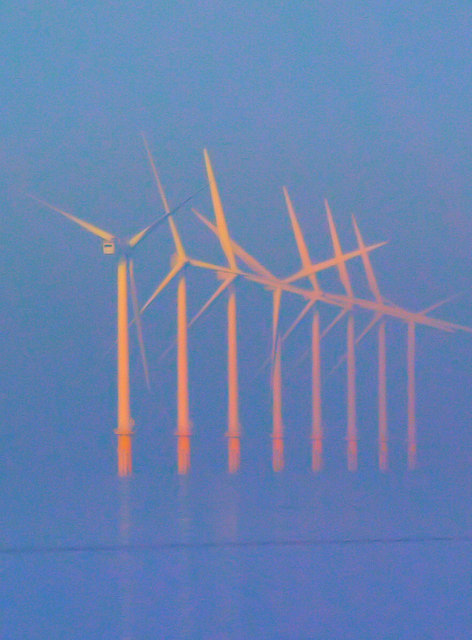
영국의 풍력 발전소

풍력(風力)은 바람의 힘을 이용해서 얻는 에너지이다.

## 같이 보기
- 풍력 발전
- 보퍼트 풍력 계급